# Calamagrostis cephalantha
Calamagrostis cephalantha är en gräsart som beskrevs av Pilg.. Calamagrostis cephalantha ingår i släktet rör, och familjen gräs. Inga underarter finns listade i Catalogue of Life.